# 哥哥教我唱的歌
《哥哥教我唱的歌》（英語：Songs My Brothers Taught Me）是2015年美国原住民题材剧情片，由赵婷执导，赵婷与科力士·韋德加制片，是赵婷的首部剧情片，于圣丹斯学院工作坊创作。影片于南达科他州松岭印第安保留地拍摄，讲述了拉科塔族与苏族混血的哥哥与妹妹的故事。
影片于2015年圣丹斯电影节首映，为美国剧情片竞赛单元作品。后来于2015年戛纳电影节导演双周单元放映，获处女作奖金摄影机奖提名。

## 剧情
贾肖恩·温特斯和约翰·温特斯是亲兄妹，与母亲丽莎一起生活在松岭印第安保留地。为了维持全家人的生计，约翰从事卖酒的生意。约翰即将高中毕业，打算带着女朋友奥蕾莉亚离开保留地，前往洛杉矶。然而他对自己的这个打算有几分犹豫，于是去寻求狱中的哥哥科迪的意见，科迪催促他赶紧离开。
三兄弟的父亲卡尔·温特斯因房子起火被烧死。母亲带着所有孩子参加父亲的葬礼，总共有25个孩子到场，其中9个是女的，场面很拥挤。孩子们相互交谈着自己的经历，其中有几个没有和卡尔一起生活，所以没有用卡尔的姓氏。
约翰带着贾肖恩去咖啡店找正上班的奥蕾莉亚。贾肖等的时候太长，觉得无聊，于是绕到了咖啡店的后面，偷听到约翰和奥蕾莉亚正在盘算着搬家的事情，还撞到两个人亲吻。
贾肖恩结识刚获释的艺术家特拉维斯，帮他卖画。特拉维斯告诉他，7这个数字在印第安人的世界中不断出现，是因为它有着宗教及文化上的意义，也是因为疯马说过印第安人的所有东西都会在伤膝河结束，并在第七代，也就是贾肖恩这一代复兴。
约翰向奥蕾莉亚的家人坦承要和奥蕾莉亚搬走的打算，对方觉得两人去到洛杉矶没有地方住，也找不到工作，不以为然。在卖酒的路上，约翰遭到仇家偷袭，车子被炸。
贾肖恩去特维拉斯家，得知他前些日子喝醉酒，和朋友的父亲打架，被送进监狱。她之后参加平生第一次的牛仔竞技表演，遇到了哥哥凯文·温特斯。凯文让她骑上父亲的爱马圣丹斯。凯文表示，虽然在父母家长大，但和他们相处的时间很少，大部分时间都是去参加牛仔表演。
约翰最终向家人透露了搬家的计划。然而，他来到奥蕾莉亚的家，突然不想离开了，回到家中。他和同父异母的哥哥一起到化妆品店上班，在原来的地方过上安稳的生活。

## 阵容
- 约翰·雷迪（John Reddy）饰 约翰尼·温特斯（Johnny Winters）
- 贾肖恩·温特斯（Jashaun St. John） 饰 贾肖恩·温特斯（Jashaun Winters）
- 特拉维斯·朗·希尔（Travis Lone Hill）饰 特拉维斯（Travis）
- 泰莎·富勒（Taysha Fuller）饰 奥蕾莉亚·克利福德（Aurelia Clifford）
- 艾琳·贝达德（英语：Irene Bedard） 饰 丽莎·温特斯（Lisa Winters）
- 艾伦·雷迪（Allen Reddy）饰 比尔（Bill）

## 发行
圣丹斯电影节首映后，弗提斯莫国际电影购下影片的国际发行权。影片由Diaphana Distribution在法国指定影院发行。2016年1月，消息指奇诺国际公司购得影片北美发行权，影片将于3月起在全国指定影院上映。

## 评价

### 专业评价
影片因真实展现保留地原住民后代的生活获得好评。烂番茄根据23条评论，打出91%的新鲜度，平均得分6.83/10。网站共识写道：“《哥哥教我唱的歌》这部自然主义剧情片悄无声息地赢得观众情感上的共鸣，进一步证明编剧兼导演赵婷是个有天赋的电影人、善解人意的故事讲述人”。Metacritic评论10条，平均得分63/100，表示“普遍好评”。

### 奖项
| 大奖       | 典礼日前      | 奖项         | 获奖人或提名人                                      | 结果 | 参考  |
| ---------- | ------------- | ------------ | --------------------------------------------------- | ---- | ----- |
| 戛纳电影节 | 2015年5月24日 | 金攝影機獎   | 趙婷                                                | 提名 | [ 3 ] |
| 獨立精神獎 | 2016年2月27日 | 最佳首部影片 | 赵婷、莫莉·艾舍、王妮娜、安琪拉·C·李和科力士·韋德加 | 提名 | [ 8 ] |
| 獨立精神獎 | 2016年2月27日 | 最佳摄影     | 约书亚·詹姆斯·理查兹                                | 提名 | [ 8 ] |
| 獨立精神獎 | 2016年2月27日 | 潜力创作者奖 | 赵婷                                                | 提名 | [ 8 ] |